# Золотая Коса
Золота́я Коса́ — посёлок в Неклиновском районе Ростовской области.
Входит в состав Поляковского сельского поселения.

## География
Посёлок находится на берегу Таганрогского залива, недалеко от Беглицкой косы, на расстоянии 45 км к северо-востоку от села Покровское, административного центра района.

## Население
| 2010 |
| ---- |
| 1127 |

## Улицы
| - ул. Гаранина, - ул. Есенина, - ул. Жукова, - ул. Кирова, - пер. Лермонтовский, - ул. Ломоносова, | - ул. Миусская, - ул. Морская, - ул. Новаторов, - ул. Октябрьская, - ул. Первомайская, - ул. Пушкина, | - ул. Репина, - ул. Свердлова, - ул. Степная, - пер. Степной, - ул. Толстого, - ул. Шолохова. |

## Инфраструктура
Посёлок является одним из курортных мест Азовского моря. В нём функционируют детский оздоровительный лагерь «Золотая Коса» и спортивный комплекс «Ромашка».

## Достопримечательности
- Усадьба А. Б. Лакиера